# Operário Ferroviário Esporte Clube
Operário Ferroviário Esporte Clube é uma agremiação esportiva da cidade de Ponta Grossa, no estado do Paraná, fundada no dia 1º de maio de 1912, sendo o segundo clube mais antigo do estado em atividade.
Campeão paranaense em 2015 e 2025, 14 vezes vice-campeão estadual, apresenta também como destaques entre as suas conquistas duas nacionais, uma da Série D do Campeonato Brasileiro em 2017 e uma da Série C do Campeonato Brasileiro em 2018.
Foi o primeiro clube a conquistar consecutivamente os títulos das séries D e C do campeonato brasileiro, consolidando-se como um dos principais clubes do estado e da região sul do Brasil.

## História

### Origem do clube
Há algumas discrepâncias sobre a real origem do Operário Ferroviário. Para alguns autores, o Operário originou-se de outra equipe esportiva, o Tiro de Guerra Ponta Grossense, enquanto para outros, proveio do Riachuelo Sport Club. Entretanto, a versão comumente mais aceita é que o clube surgiu de um grupo de operários ferroviários que trabalhavam nos escritórios e oficinas da Rede Viação Paraná - Santa Catarina, em Vila Oficinas, não havendo ligação alguma com o Riachuelo e o Tiro de Guerra.
Historicamente ficou definida a data de fundação do clube como 1 de maio de 1912, justamente o Dia do Trabalhador. No dia 7 de abril de 1913, o jornal Diário dos Campos trouxe a seguinte matéria em sua primeira página: "Temos a honra de levar ao vosso conhecimento que hoje, em Vila Oficinas, com grande número de pessoas propensas a fundação de uma sociedade esportiva de foot ball, em sessão ordinária foi eleita a primeira diretoria desta associação denominada de Foot Ball Clube Operário Pontagrossense, que deverá reger os destinos do mesmo durante o primeiro ano de sua fundação."

### Fundadores
Presidente: Raul Lara; Vice-presidente: Oscar Wanke; Primeiro secretário: Antônio Joaquim Dantas; Segundo secretário: João Gotardello; Primeiro tesoureiro: Joaquim Eleutério; Segundo tesoureiro: Álvaro Eleutério; Primeiro capitão: Victorio Maggi; Segundo capitão: Oscar Marques; Fiscal de campo: João Simonetti.
Pioneiros do Operário Ferroviário Esporte Clube, assim como Pedro Azevedo, Henrique Piva, João Hoffman Júnior, Ewaldo Meister, Álvaro Meister, Adolfo Piva, José Antônio Moro, Frederico Dias Júnior, Alexandre Bach, Abel Ricci, João Fernandes de Castro, Michel Farhat, Cesário Dias, Oscar Serra, Inácio Lara, Ricardo Wagner, Alberto Scarpim, Frederico Holzmann, Francisco Barbosa, Holger Mortensen em meio a tantos outros que contribuíram para manter aceso o ideal operário naqueles primeiros tempos.

### Primeiro time
Em 1913, foi formado o primeiro time da história do Operário para as disputas de jogos amistosos e das primeiras competições locais e estaduais. A escalação da equipe, neste ano, foi a seguinte: José Moro, Pedro Azevedo, Alexandre Bach, Henrique Piva, João Simonetti, Souza, Ewaldo Meister, Adolfo Piva, Holger Mortensen e Ernesto.

### União com o Savóia
Em 1917, após perder um torneio preliminar que definiria o último participante do campeonato paranaense para o Savóia, de Curitiba, os dois clubes resolvem unir forças no estadual. Em 1915 o mesmo Savóia havia impedido o "acesso" do Operário Sport Club para a divisão principal. A parceria durou apenas um ano, e o Operário Sport Club passou a jogar apenas a liga local por algum tempo. Futuramente o campeão da Liga de Ponta Grossa enfrentaria o campeão de Curitiba.

### Um gigante dos Campos Gerais
O Operário Sport Club se tornou rapidamente o maior campeão da Liga de Ponta Grossa. Infelizmente não há dados exatos sobre quantos títulos o clube conquistou. O que se sabe, porém, é que desde quando o campeão de Ponta Grossa enfrentou o campeão de Curitiba, em 1923, o Operário foi o clube que mais participou de decisões.
O time foi campeão ponta-grossense nos anos de 1923, 1924, 1925 e 1926, enfrentando Britânia, Palestra Itália, Atlético-PR e novamente Palestra Itália nas decisões subsequentes, sendo derrotado em todas. Em 1926, contra o Palestra Itália, uma decisão polêmica: o empate em 2x2 obrigaria um segundo jogo em Ponta Grossa. O encontro não aconteceu em razão dos inúmeros “compromissos” do Palestra. Assim o Palestra, apenas por ser da capital, foi declarado campeão da temporada.
Em 1927 o clube acabou participando do campeonato de Curitiba, nomeado campeonato paranaense, com outros 5 clubes, sendo quatro de Curitiba e um de Ponta Grossa, o União Campo Alegre. Ao final do primeiro turno o clube desiste da competição, tendo sua atitude repetida pelo companheiro de cidade. Em 1928, revoltados com a administração da Federação Paranaense de Desportos, todos os clubes de Ponta Grossa desistem do campeonato, que tem o menor número de times de sua história: Quatro.
Em 1929 o clube retornaria às competições da FPD, agora com um novo formato. Não se tratava apenas de um confronto entre o campeão da liga de Ponta Grossa e o campeão da liga de Curitiba, sendo acrescentada a liga de Paranaguá. Mesmo com a maior concorrência o time conquistou outro vice-campeonato estadual. O desempenho se repetiu em 1930 e 1932, dando espaço para um título do rival Guarani em 1931, que perdeu a final para o Coritiba e trouxe outro vice para a cidade. Em 1933 o campeão foi o Nova Rússia Esporte Clube, também derrotado na final do paranaense.

### Incorporação em 1933
O nome Operário Ferroviário Esporte Clube, como é conhecido hoje em dia, surgiu da incorporação do Club Athlético Ferroviário (que era o grêmio dos funcionários da Rede Ferroviária) ao Operário Sport Club. Na reunião realizada em 15 de maio de 1933 presidida por Luiz Guimarães, ficou decidido as cores preta e branca e o nome atual. Participaram da reunião 48 associados. A influência dos ferroviários foi decisiva para a formação das equipes de futebol que representaram o clube e também para o crescimento do patrimônio, uma vez que o local onde hoje está erguido o Estádio Germano Kruger pertenceu à Rede Ferroviária, bem como os terrenos da sede social.
Após a incorporação o time continuou muito forte. Até 1941 o Operário venceu 5 dos 8 campeonatos citadinos que disputou, infelizmente sempre sendo derrotado na derradeira final contra o time da capital. Com a II Guerra Mundial, os embates entre interior e capital se encerraram. Os clubes do interior só voltaram a disputar o campeonato paranaense em 1950, e aos poucos foram recheando o campeonato. Em 1953 um time de Ponta Grossa voltou ao paranaense: o Guarani. Já em 1954 o Operário voltou a disputar o paranaense.

### Anos de ouro
Os anos 50 representaram o início do profissionalismo de fato para o futebol ponta-grossense. Com o Operário não foi diferente, e a situação econômica estável, o transporte facilitado pela rede ferroviária e os lucros do clube advindos principalmente dos sócios, que eram funcionários da malha ferroviária. A dupla ponta-grossense era vista com respeito pelo trio de ferro da capital, Atlético, Coritiba e Ferroviário. Apesar da boa fase, o Guarani, time mais rico, ficou na frente do Operário durante 3 anos consecutivos, contando inclusive com um vice campeonato em 1956.
Para reverter essa situação, o Operário monta um time muito forte em 1958. Com o desaparecimento de clubes fortes do interior, como o Jacarezinho e o Monte Alegre de Telêmaco Borba, seus melhores jogadores são vendidos ao fantasma. Como eram equipes bastante qualificadas, sendo o CAMA campeão recentemente e o Jacarezinho, vice, não foi à toa que o time assombrou os tradicionais da capital. Contando com o artilheiro Zeca, o clube ficou a apenas 2 pontos de conquistar o título, disputado em pontos corridos. Um empate em casa contra o campeão Atlético foi decisivo para a perda do título. Nesse mesmo ano o time passou a ser conhecido como "Fantasma da Vila", por assombrar os grandes clubes da Capital. O terceiro lugar geral no ano seguinte confirmava a boa fase do clube.

### A primeira vitória política do interior
A fase era tão boa que em 1961 o Operário conseguiu derrubar um grande clube, o Coritiba, nos tribunais. O campeonato foi disputado em grupos, sendo que o Operário jogava contra os times de Curitiba. Os campeões dos grupos iriam para a fase final. As finais do zonal sul foram bastante equilibradas, sendo necessário 4 jogos para se apontar um campeão: uma vitória do Operário, uma vitória do Coritiba e dois empates. Na prorrogação, mais um empate, e o time do Coritiba levaria o título no saldo de gols.
Neste ponto, o time do fantasma entra com uma ação no TJD contra a escalação do jogador paraguaio Agapito Briez Sánchez pelo Coritiba nos dois primeiros jogos. Segundo o regulamento da época, um jogador recém chegado de outra equipe deveria cumprir um estágio na nova, o que não aconteceu no caso do Coritiba. O time perdeu na primeira instância, mas entendendo que houve favorecimento ao Coritiba (afinal o TJD fica em Curitiba) o time recorreu ao STJD, que deu ganho de causa ao fantasma. É a primeira vitória política de um time do interior do estado, e a primeira vez em que um regulamento é cumprido integralmente, apesar de desfavorecer equipes poderosas. Infelizmente o título não veio, sendo perdido para o Comercial de Cornélio Procópio.

### A decadência
As equipes do Norte Novo começam a disputar o campeonato, e com isso as coisas ficam difíceis para o futebol de Ponta Grossa. Ocorreu, de fato, uma decadência até o derradeiro ano de 1965, que representou o primeiro rebaixamento do Operário, junto com o rival Guarani. Como o acesso era complicado (em alguns anos apenas o campeão subia) verificamos muitos anos de divisão de acesso para o futebol de Ponta Grossa.
A fase era tão ruim que nem uma virada de mesa beneficiava os clubes da cidade. Em 1967 o Atlético acaba em último no campeonato, e deveria ser rebaixado, sendo substituído pelo campeão Paranavaí da divisão de acesso. Depois de uma longa batalha, a diretoria do Atlético acaba por se manter na divisão especial, e ao mesmo tempo colocar o Paranavaí na competição, totalizando 13 clubes. Como era necessário 14 para um campeonato interessante, realizou-se o Torneio da Esperança entre 6 clubes da divisão de acesso: Operário, Guarani, Caramuru, Britânia, Grêmio Oeste e Rio Branco. O Britânia venceu e jogou a competição.
Finalmente, em 1969, o Operário sagra-se campeão da divisão de acesso e sobe novamente para a divisão especial. Porém nada é fácil, e a 12ª colocação dentre 14 clubes mostra que o futebol havia mudado.

### Fusão com o Guarani
Em 1970, Guarani Sport Club e Operário uniram os departamentos de futebol, fundando a Associação Pontagrossense de Desportos que disputou o campeonato paranaense em 1971, 1972 e 1973, desfazendo a união neste ano. Em 1974 retornava o Operário Ferroviário às competições oficiais.
O principal articulador da fusão foi Aroldo José Machado da Veiga, que reuniu industriais, comerciantes, políticos, médicos e advogados em prol da causa. Todos os 94 fundadores da nova equipe pertenciam à elite ponta-grossense, destacando a decadência dos operários ferroviários na sociedade princesina. Exatamente nesse ano acaba a lei do acesso, e todos os clubes que desejam disputar o campeonato paranaense estão na divisão principal.
Os resultados da Ponta-grossense de Desportos eram, ao menos, melhores do que os do Operário e Guarani separadamente nos últimos anos. Porém, a torcida acostumada a "assombrar" os clubes da capital não aceita um time criado apenas para "competir", e desta forma os públicos são baixos. A falta de um trabalho de base dificultava o progresso do futebol de Ponta Grossa.
Em 1974 a parceria é desfeita, e o clube Guarani passa a administrar apenas o futebol amador. O Operário continua no futebol profissional, passando a ser o único clube da cidade. A decadência era cada vez mais evidente. As dívidas se multiplicavam, e o clube montava equipes às pressas entre 1974 e 1977, figurando geralmente nas últimas colocações. Em 1978 o clube pede licenciamento para a FPF, alegando sérias dificuldades financeiras.

### O retorno
Felizmente, já em 1979 o clube volta a disputar campeonatos, através do dirigente Antônio Luís Mikulis. O cartola promete fazer com que o Operário volte a ser um grande time do Paraná. Porém encontrou um clube com graves problemas financeiros, e uma Federação Paranaense que fazia diversas exigências quanto ao Germano Krüger. As reformas seriam impossíveis sem o apoio do prefeito Luiz Carlos Zuk. No campeonato paranaense do referido ano o time superou as expectativas e conquistou um digno 9º lugar, muito mais expressivo do que os resultados conquistados nos anos de grave crise, perdendo a vaga na próxima fase para o Toledo.
No mesmo ano, aproveitando o inchaço de clubes no Campeonato Brasileiro promovido pela antiga CBD, o clube participou pela primeira vez de uma competição nacional, através da influência de políticos da região. Apesar de o clube ser eliminado ainda na primeira fase, no dia 26 de setembro de 1979 a iluminação do estádio é inaugurada em um empate em 1x1 com o Brasil de Pelotas.

### A difícil década de 1980
Em 1980 o Operário permaneceu entre os clubes da primeira divisão estadual apesar do rebaixamento de 8 equipes, através do Torneio da Morte. No mesmo ano disputou, pelo segundo ano seguido, uma competição nacional: a Taça de Prata, equivalente a série B, sendo eliminado na primeira fase novamente.
Em 1981, o Operário participou do quadrangular final do Campeonato Paranaense. Em 1983, o clube foi novamente rebaixado para a Segunda Divisão.
Já na segunda divisão, a diretoria revelou dívidas bastante antigas que assolavam o Operário. Apesar disso, o fantasma contou com o apoio de toda a sociedade princesina. Mesmo assim, os atrasos de salários eram comuns, e a FPF punia o clube com suspensões. Muitos relatos de pagamentos feitos com cheques que posteriormente eram sustados aparecem nessa segunda grande crise do clube[carece de fontes?].
Foram cinco anos na divisão de acesso, ate que a Federação Paranaense de Futebol convidou o clube para disputar a primeira divisão do campeonato paranaense de 1989. A federação procurava resgatar clubes que proporcionavam boas rendas e o fantasma possui esta característica.
No campeonato estadual de 1989, obteve o 12º lugar de 18 clubes e na série B de 1989 só foi eliminado nas oitavas-de-final.

### Década de 1990 - O fantasma assusta o Brasil
Em 1990 a diretoria promoveu eventos, como bingos, jantares e sorteio de carros, com a finalidade de arrecadar recursos financeiros que promovessem uma equipe competitiva para os campeonatos que iria disputar. Entre 1990 e 1992 o clube ficou entre os três primeiros colocados no Campeonato Paranaense. As campanhas eram dignas dos anos dourados do OFEC, fazendo jus à alcunha de fantasma.

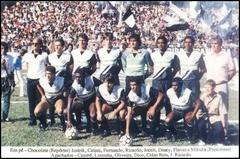
Time de 1990

A nível nacional, no ano de 1990 o Operário bateu clubes tradicionais, como Sport Club Recife e Remo, ficando muito próximo do acesso para a primeira divisão do Campeonato Brasileiro de 1991.
Em 1991, na sua quarta participação na série B do campeonato brasileiro, o clube foi eliminação na primeira fase. No mesmo ano aconteceria algo que influenciaria indiretamente no futuro do Operário: o rebaixamento do Grêmio para a série B.

### Operário é prejudicado por decisões políticas
Com o primeiro rebaixamento de um clube grande para a série B, as regras de 1992 se modificaram. O Operário, apesar das ótimas campanhas estaduais e nacionais, foi excluído da segunda divisão, que teve seu número de participantes reduzido pela metade. A escolha dos times foi uma determinação da CBF e alguns clubes que acabaram o certame de 1991 atrás do fantasma, jogaram a série B, enquanto o Operário, foi rebaixado para a série C.
No Campeonato Brasileiro de 1991, o Grêmio foi rebaixado para a Série B. Na disputa da Segunda Divisão de 1992, o clube terminou em 9º lugar e numa "virada de mesa", a Confederação Brasileira de Futebol resolveu promover para a Primeira Divisão de 1993, os 12 primeiros colocados da Série B de 1992 para conseguir, então, encampar a equipe porto-alegrense.
Na terceira divisão, em 1992, o Operário foi campeão do grupo que tinha Grêmio Maringá, Chapecoense e Blumenau. O clube acabou eliminado pelo Matsubara e a competição teve a Tuna Luso como campeã. Como o regulamento dizia que todos os campeões dos grupos (8 grupos) seriam promovidos para a segunda divisão, o mesmo não ocorreu, pois todos os oito clubes que teriam direito aos acesso, foram surpreendidos com o cancelamento da segunda divisão de 1993. A CBF queria "organizar" o certame, e para isso contaria com 8 clubes rebaixados da série A, que se uniriam a 16 clubes que conquistariam a vaga na nova série B, enxuta, em uma seletiva a ser disputada em 1993. Com isso, não aconteceram os Campeonatos Brasileiros da Série B e da Série C de 1993, e o Operário foi prejudicado esportivamente e financeiramente. Nessa época, a Confederação Brasileira de Futebol mantinha uma ajuda de custo para os deslocamentos das equipes pelo Brasil e aos clubes cabiam as rendas das partidas em casa.
Para definir uma vaga para uma possível Série B em 1994, promoveu-se no segundo semestre de 1993 o Torneio Seletivo do Campeonato Brasileiro da Segunda Divisão. Coube ao Operário Ferroviário uma vaga para disputa no grupo C, junto com União Bandeirante, Matsubara e Londrina.
Com três vitórias e três empates o Operário acabou em 2º lugar em seu grupo. Faltaram 2 gols para que o Operário, com os mesmos pontos do Londrina, passasse para o Triangular Sul, que garantiam vaga para os dois primeiros colocados.

### A terceira crise e o licenciamento mais longo
As competições da CBF eram muito vantajosas para o Operário, afinal a confederação pagava as despesas e o clube ficava com boa parte da renda dos jogos, sempre lotados. Mas sem essas rendas, os problemas financeiros foram se agravando, principalmente relacionados a dívidas trabalhistas. O time montado em 1994 era um remendo com o que tinha de mais barato no estado, somado ao empréstimo de jogadores encostados da capital, fato bastante criticado na época.
No auge da crise o clube não atraía mais torcedores. A 19ª colocação de 20 clubes, que rebaixou o time para a divisão de acesso, mostra o inferno que o time vivia.
Em 1995 o presidente do Operário resolve pedir licenciamento à FPF, alegando as dificuldades financeiras citadas e a necessidade de organizar o clube para que no futuro possa voltar mais forte e maior.

### Parceria com o Ponta Grossa Esporte Clube
Com o afastamento do futebol profissional pela situação econômica difícil, o clube procurou se reestruturar financeiramente. Em 1994 surgiu o Ponta Grossa Esporte Clube aproveitando-se do hiato deixado pelo licenciamento do clube. Por exigência de um patrocinador, formou-se o Operário/Ponta Grossa, colocando novamente o nome do clube em evidência no cenário esportivo e trazendo torcedores novamente ao estádio. A parceria foi renovada para o Campeonato Paranaense de Futebol de 2000, mostrando que o clube procurava novos caminhos. A parceria foi desfeita logo após a desclassificação da equipe na primeira fase, analisando que esta só estava sendo benéfica para o Ponta Grossa Esporte Clube de Mikulis. O nome do Operário atraía torcedores, mas o clube nada ganhava com isso.
O objetivo da diretoria foi o de investir em sua estrutura social para poder viabilizar sua manutenção e estudar novas possibilidades para o futuro. Em 2004, surge uma nova parceria, desta vez com a Prefeitura Municipal, que restaurou o Estádio. Foi formado um grupo gestor entre a diretoria do Operário e a prefeitura, fazendo o clube voltar à atividade justamente no ano seguinte ao licenciamento do Ponta Grossa. O time disputou a Série Prata e não passou da primeira fase. Em 2005, depois de duas parcerias frustradas, o Operário voltou a disputar a Série Prata, pensando mais uma vez em subir a elite do futebol paranaense.

### Operário em nova fase
Em 2008, um novo Grupo Gestor assumiu o departamento esportivo do clube, comandado por Chico da Bracol. O grupo se comprometeu a dividir todas as receitas vindas do futebol, com o Clube, além de manter até outubro de 2010 as categorias de base e o time profissional. No final do campeonato, o grupo gestor, agora comandado por Franco Menezes, renovou o contrato ate 2012, ano do centenário do clube.
Próximo do acesso em 2008, o clube se vê no inferno dos tribunais esportivos após abandonar o campo em um jogo contra o Foz do Iguaçu. O acesso não veio, e o Operário ficou na iminência de sofrer uma pena de 1 ano longe dos gramados por causa do incidente. Felizmente para a torcida operariana, o clube foi absolvido e participou da divisão de acesso de 2009, conseguindo uma vaga para o campeonato paranaense da 1.ª divisão com uma rodada de antecedência. Infelizmente o título não veio por causa de uma derrota na última rodada para o Roma, sendo que o time precisava de um empate.
De volta à primeira divisão depois de muitos anos o Operário não decepcionou. Com jogadores como Serginho Paulista, Serginho Catarinense, Lisa e Osmar o clube que em alguns momentos se viu ameaçado pelo rebaixamento se classificou para a segunda fase. O título por si só era difícil, mas a disputa pelas duas vagas na série D também foi complicada. Com poucos pontos de vantagem o fantasma conseguiu uma vaga para a série D do campeonato brasileiro de 2010.
Na competição o forte do time foi a defesa. Com um ataque extremamente ineficiente, o clube conquistou pontos importantes por ter a defesa menos vazada do campeonato. O time empolgou a torcida, e chegou até o derradeiro confronto pelo acesso para a série C contra o Madureira. Perdendo por 2x4 no Germano Krüger e por incríveis 6x2 no Rio de Janeiro a torcida operariana não acreditou que um time com uma defesa tão sólida até então tomara 10 gols em dois jogos, mais do que no campeonato inteiro, onde tomara apenas 6 em 10 jogos.
Já em 2011, o time fez um início de campeonato mediano, mas depois, começou a melhorar o rendimento. Deu trabalho para os grandes da capital, e no primeiro turno do Campeonato Paranaense acabou com a ótima 2ª colocação, apenas atrás do Coritiba, campeão do estadual naquele ano. Venceu o Atlético-PR em casa e o Paraná Clube fora, e ainda derrotou Iraty e Corinthians-PR, pontos que foram importantíssimos para a boa colocação do Operário. No segundo turno, o time veio embalado com os ótimos resultados e começou não decepcionando a torcida. Venceu novamente o Atlético, colocou pressão no Coritiba e conseguiu uma ótima classificação até a quinta rodada. Porém, depois disso, a torcida que esperava uma fácil classificação para a série D, viu o cenário mudar totalmente. Depois de uma alternância de empates e derrotas, o clube só foi conseguir a classificação na décima rodada, ao empatar com a equipe do Iraty em 1 x 1 num jogo dramático. Além da vaga na série D, a equipe conseguiu uma inédita classificação para a Copa do Brasil após derrotar o Corinthians-PR, em Curitiba, por 2 a 1.
O Operário participou pela primeira vez da Copa do Brasil, no dia 7 de março de 2012, contra o Juventude, de Caxias do Sul, sendo eliminado na primeira partida por um placar de 4x0.

### Operário Ferroviário atual: clube centenário e vencedor
Depois de comemorar o centenário em 2012, a história mais recente do operário registra o título do estadual e a queda para a segunda divisão do paranaense, que contrasta com uma ascensão meteórica, recordes e títulos históricos no campeonato brasileiro. Em 2016, o clube foi campeão da Taça FPF, que garantiu vaga para disputar o Campeonato Brasileiro de Futebol - Série D.
Em 15 de dezembro de 2018, David Aroldo Nascimento foi eleito presidente do Operário, tendo como desafios de sua gestão, a partir de janeiro de 2019, as disputas do Campeonato Paranaense e a Campeonato Brasileiro de Futebol - Série B.

### Do céu ao inferno no campeonato paranaense e o retorno à primeira divisão em grande estilo
O clube inaugurou uma nova fase de sua história ao sagrar-se campeão do Campeonato Paranaense quando venceu o Coritiba, no dia 3 de maio de 2015, no Estádio Couto Pereira, diante de mais de 22 mil torcedores rivais e anotando cinco a zero no placar agregado da final.  Porém, depois de participar por sete anos consecutivos na primeira divisão e do título no ano anterior, o Operário foi rebaixado para a segunda divisão no ano de 2016. Em 2017, apesar de uma campanha perfeita na primeira fase, o Fantasma não conseguiu o acesso para a primeira divisão.
No dia 16 de maio de 2018, o Operário goleou o Cascavel Clube Recreativo e conquistou o título invicto da segunda divisão do Campeonato Paranaense de Futebol de 2018 e retornou à primeira divisão do estadual.

### Ascensão meteórica, recordes e títulos brasileiros históricos
O Operário sagrou-se campeão da série D do Campeonato Brasileiro de 2017 depois de golear o Globo FC, no dia 10 de setembro, com um placar agregado de 5 a 1. Para chegar à final, o Fantasma venceu o Maranhão nas quartas de final e o Atletico-AC na semifinal.
Depois de garantir o segundo lugar na primeira fase do Campeonato Brasileiro da Série C de 2018, o Operário venceu o Santa Cruz Futebol Clube, nas quartas de final. Assim, o Fantasma garantiu o acesso à segunda divisão do campeonato brasileiro depois de 28 anos. A primeira partida das quartas levou 49 mil torcedores ao estádio, público recorde do campeonato. O Operário venceu o Bragantino nas semifinais.
O Fantasma tornou-se campeão brasileiro da série C de 2018 ao vencer o Cuiabá Esporte Clube na final. Com isso, consolidou-se como o primeiro clube a conseguir os títulos das séries D e C de maneira consecutiva. Na primeira partida da final, o atacante Dione marcou para o Operário logo aos 24 segundos de jogo. O goleiro Simão foi o grande símbolo da conquista com defesas importantes nas semifinais e finais.

### Série A como um objetivo possível
No ano de 2019, o Operário participou do Campeonato Brasileiro de Futebol - Série B com um elenco formado por jogadores experientes e esteve muito próximo do retorno ao Brasileirão série A. Contando com apoio expressivo de sua torcida, o Operário alcançou 63,16% de aproveitamento em casa, ficando na quarta posição como mandante. Estes números contrastam com a pífia campanha fora de casa, quando alcançou apenas 24,07% dos pontos possíveis. Após a finalização do primeiro turno, o site de estatísticas Probabilidades no Futebol, do Departamento de Matemática da UFMG, apontou que o Operário tinha cerca de 76% de chances de subir para a primeira divisão. Entretanto, as cinco derrotas do segundo turno comprometeram sua classificação final, já que o Operário encerrou sua campanha na 10ª posição.
O Campeonato Brasileiro de Futebol - Série B de 2020, teve sua última rodada no dia 29 de janeiro de 2021, devido a Pandemia de COVID-19 no Brasil. Depois de oscilar no meio da tabela e até com risco de rebaixamento para a Série C, o Operário promoveu uma mudança no comando técnico e na equipe principal, ao substituir o vencedor Gerson Gusmão por Matheus Costa e com a aposentadoria de inúmeros jogadores que haviam conquistado os títulos nacionais em anos anteriores, a exemplo do zagueiro. A mudança promoveu uma nova perspectiva, já que o Fantasma fechou o segundo turno atrás apenas do América-MG, com um aproveitamento de 59,6%. Nesta temporada, o Operário contou com o experiente atacante Roger, que pediu dispensa após participar de oito jogos e ter anotado apenas um gol. O Operário engatou uma série de vitórias no segundo turno que foi o diferencial na classificação final, já que o Operário encerrou sua campanha na 8ª posição.
Na campanha do Campeonato Paranaense de 2025 o Operário sagrou-se campeão ao vencer o Maringá nos pênaltis após o resultado agregado de 3 a 3 nas duas partidas finais perante 10.442 torcedores presentes que lotaram o seu estádio.

## Rivalidades
O Operário rivalizava com o Guarani Esporte Clube — de Ponta Grossa, em um clássico que era conhecido como Ope-Guá. Entre os anos de 1950 e 1960 o clássico agitou a cidade, mobilizando grandes torcidas. Enquanto o Operário tradicionalmente era considerado um time do povo, o Guarani era mais identificado com as elites.
A grande rivalidade não impediu a criação da Associação Pontagrossense de Desportos entre 1970 e 1973, basicamente uma parceria entre os dois clubes. Com o fim da Pontagrossense de Desportos, o Operário continuou disputando campeonatos normalmente, enquanto o Guarani virou um clube amador.
Apos o Hoppe internacional Futebol Clube assumir os direitos do Grêmio Recreativo Esportivo Campos Largo o GRECAL, surgiu um maior rival do operário, depois de vários anos rivalizando com o Iraty.

## Símbolos

### Escudo
| Evolução do Escudo do Operário Ferroviário Esporte Clube - OFEC | Evolução do Escudo do Operário Ferroviário Esporte Clube - OFEC | Evolução do Escudo do Operário Ferroviário Esporte Clube - OFEC | Evolução do Escudo do Operário Ferroviário Esporte Clube - OFEC | Evolução do Escudo do Operário Ferroviário Esporte Clube - OFEC | Evolução do Escudo do Operário Ferroviário Esporte Clube - OFEC |
| 1912                                                            | 1941                                                            | 1947                                                            | 1957                                                            | 1961                                                            | 1976                                                            |
| 1979                                                            | 1981                                                            | 1987                                                            | 2008                                                            | 2013                                                            |                                                                 |
| --------------------------------------------------------------- | --------------------------------------------------------------- | --------------------------------------------------------------- | --------------------------------------------------------------- | --------------------------------------------------------------- | --------------------------------------------------------------- |

### Estrelas
Após a conquista do título da Campeonato Brasileiro de Futebol de 2018, Série C, a diretoria acrescentou uma estrela dourada ao  escudo oficial. O símbolo já tinha outra estrela dourada pela Campeonato Brasileiro de Futebol de 2017, Série D, e uma estrela prateada pelo Campeonato Paranaense de Futebol de 2015.. Em 2025, uma segunda estrela prateada foi acrescentada, após o título do Campeonato Paranaense. 

## Estádio Germano Krüger
O Estádio Germano Krüger foi inaugurado em 12 de outubro de 1941 e tem capacidade para 10.632 lugares. Recebeu esse nome em homenagem ao engenheiro Germano Krüger, que idealizou e projetou o estádio. Seu público recorde foi 18.562 pagantes em um jogo contra o Coritiba Foot Ball Club, em 1975. Em setembro de 2018 houve uma tentativa de municipalização do estádio, não aprovada pelos sócios do clube.

## Títulos
| NACIONAIS | NACIONAIS                          | NACIONAIS | NACIONAIS                                                                                             |
|           | Competição                         | Títulos   | Temporadas                                                                                            |
| --------- | ---------------------------------- | --------- | --- |
|           | Campeonato Brasileiro - Série C    | 1         | 2018                                                                                                  |
|           | Campeonato Brasileiro - Série D    | 1         | 2017                                                                                                  |
| ESTADUAIS |                                    |           | |
|           | Competição                         | Títulos   | Temporadas                                                                                            |
|           | Campeonato Paranaense              | 2         | 2015 e 2025                                                                                           |
|           | Taça FPF                           | 1         | 2016                                                                                                  |
|           | Campeonato Paranaense do Interior  | 17        | 1923, 1924, 1925, 1926, 1929, 1930, 1932, 1934, 1936, 1937, 1938, 1940, 1957, 1958, 1990, 1991 e 2025 |
|           | Torneio Início                     | 2         | 1927 e 1956                                                                                           |
|           | Campeonato Paranaense - 2ª Divisão | 3         | 1916, 1969 e 2018                                                                                     |

 Campeão Invicto

### Campanhas de destaque
- Vice-campeão do Campeonato Paranaense: 14 vezes

(1923, 1924, 1925, 1926, 1929, 1930, 1932, 1934, 1936, 1937, 1938, 1940, 1958 e 1961)
- Vice-campeão do Campeonato Paranaense - Segunda Divisão: 3 vezes

(1966, 1985 e 2009)

## Estatísticas

### Participações
| Competição | Competição            | Temporadas | Melhor campanha       | Estreia | Última | P | R |
| Paraná     | Campeonato Paranaense | 55         | Campeão (2015 e 2025) | 1917    | 2025   |   | 4 |
| Paraná     | Série Prata           | 19         | Campeão (3 vezes)     | 1915    | 2018   | 5 | – |
| Brasil     | Campeonato Brasileiro | 1          | 88º colocado (1979)   | 1979    | 1979   |   |   |
| Brasil     | Série B               | 10         | 5º colocado (1990)    | 1980    | 2025   | – | 1 |
| Brasil     | Série C               | 3          | Campeão (2018)        | 1992    | 2023   | 2 | – |
| Brasil     | Série D               | 4          | Campeão (2017)        | 2010    | 2017   | 1 |   |
| Brasil     | Copa do Brasil        | 8          | 3ª fase (2024 e 2025) | 2012    | 2025   |   |   |

### Temporadas
| Campeonato Brasileiro | Campeonato Brasileiro | Campeonato Brasileiro | Campeonato Brasileiro | Campeonato Brasileiro | Campeonato Brasileiro | Campeonato Brasileiro | Campeonato Brasileiro | Campeonato Brasileiro | Campeonato Brasileiro | Copa do Brasil | Paranaense | Paranaense |
| --------------------- | --------------------- | --------------------- | --------------------- | --------------------- | --------------------- | --------------------- | --------------------- | --------------------- | --------------------- | -------------- | ---------- | ---------- |
| Ano                   | Div.                  | Pos.                  | Pts                   | J                     | V                     | E                     | D                     | GP                    | GC                    | Fase Máxima    | Div.       | Pos.       |
| 2010                  | D                     | 6º                    | 17                    | 12                    | 5                     | 2                     | 5                     | 11                    | 16                    | —              | 1D         | 5º         |
| 2011                  | D                     | 24º                   | 10                    | 8                     | 3                     | 1                     | 4                     | 7                     | 9                     | —              | 1D         | 3º         |
| 2012                  | D                     | Não classificado      | Não classificado      | Não classificado      | Não classificado      | Não classificado      | Não classificado      | Não classificado      | Não classificado      | Primeira fase  | 1D         | 6º         |
| 2013                  | D                     | Não classificado      | Não classificado      | Não classificado      | Não classificado      | Não classificado      | Não classificado      | Não classificado      | Não classificado      | —              | 1D         | 6º         |
| 2014                  | D                     | Não classificado      | Não classificado      | Não classificado      | Não classificado      | Não classificado      | Não classificado      | Não classificado      | Não classificado      | —              | 1D         | 9º         |
| 2015                  | D                     | 8º                    | 19                    | 12                    | 6                     | 1                     | 5                     | 13                    | 13                    | —              | 1D         | 1º         |
| 2016                  | D                     | Não classificado      | Não classificado      | Não classificado      | Não classificado      | Não classificado      | Não classificado      | Não classificado      | Não classificado      | Segunda fase   | 1D         | 11º        |
| 2017                  | D                     | 1º                    | 34                    | 16                    | 11                    | 1                     | 4                     | 23                    | 8                     | —              | 2D         | 5º         |
| 2018                  | C                     | 1º                    | 44                    | 24                    | 12                    | 8                     | 4                     | 32                    | 21                    | —              | 2D         | 1º         |
| 2019                  | B                     | 10º                   | 50                    | 38                    | 13                    | 11                    | 14                    | 32                    | 41                    | —              | 1D         | 5º         |
| 2020                  | B                     | 8º                    | 57                    | 38                    | 15                    | 12                    | 11                    | 40                    | 34                    | Segunda fase   | Ouro       | 5º         |
| 2021                  | B                     | 12º                   | 48                    | 38                    | 13                    | 9                     | 16                    | 35                    | 46                    | Segunda fase   | Ouro       | 3º         |
| 2022                  | B                     | 19º                   | 34                    | 38                    | 7                     | 13                    | 18                    | 31                    | 53                    | Primeira fase  | Ouro       | 3º         |
| 2023                  | C                     | 3º                    | 43                    | 25                    | 12                    | 7                     | 6                     | 28                    | 19                    | Primeira fase  | Ouro       | 3º         |
| 2024                  | B                     | 7º                    | 58                    | 38                    | 16                    | 10                    | 12                    | 34                    | 32                    | Terceira fase  | Ouro       | 4º         |
| 2025                  | B                     | A definir             | A definir             | A definir             | A definir             | A definir             | A definir             | A definir             | A definir             | Terceira fase  | Ouro       | 1º         |